# Conescharellina rectilinea
Conescharellina rectilinea är en mossdjursart som beskrevs av Harmer 1957. Conescharellina rectilinea ingår i släktet Conescharellina och familjen Biporidae. Inga underarter finns listade i Catalogue of Life.